# Club Atlético de Madrid 1951-1952
Questa voce raccoglie le informazioni riguardanti il Club Atlético de Madrid nelle competizioni ufficiali della stagione 1951-1952.

## Stagione
Nella stagione 1951-1952 i Colchoneros, allenati da Helenio Herrera, terminarono il campionato al quarto posto, non riuscendo così a bissare il successo dell'anno precedente. Dopo essere stati in testa per buona parte del girone d'andata, la squadra cominciò ad avere una discontinuità di risultati che la portarono sempre più distante dalla vetta. Nonostante il quarto posto finale, la squadra disputò uno dei campionati più prolifici per quanto riguarda le reti segnate, soprattutto grazie a goleade come l'8-0 rifilato all'Atlético Tetuán. Inoltre i ragazzi di Herrera riuscirono ad andare in gol in 29 partite su 30. In Coppa del Generalísimo l'Atlético Madrid fu invece eliminato al primo turno dal Barcellona, che vincerà poi il torneo. Contro i catalani, però, l'Atlético si aggiudicò il trofeo antenato della Supercoppa di Spagna, la Coppa Eva Duarte.

## Maglie e sponsor
| Manica sinistra · Manica sinistra · Maglietta · Maglietta · Manica destra · Manica destra · Pantaloncini · Calzettoni |

## Rosa
| N. |                   | Ruolo | Calciatore             |
| -- | ----------------- | ----- | ---------------------- |
| -  | Spagna (bandiera) | P     | Fernando Argila        |
| -  | Spagna (bandiera) | P     | Manuel Montes Cárdenas |
| -  | Spagna (bandiera) | P     | Luis Menéndez          |
| -  | Spagna (bandiera) | D     | Tinte                  |
| -  | Spagna (bandiera) | D     | Alberto Callejo        |
| -  | Spagna (bandiera) | D     | Juan José Mencía       |
| -  | Spagna (bandiera) | D     | Diego Lozano           |
| -  | Spagna (bandiera) | D     | Rafael Mújica          |
| -  | Spagna (bandiera) | D     | Alfonso Aparicio       |
| -  | Spagna (bandiera) | C     | Alfonso Silva          |
| -  | Spagna (bandiera) | C     | Manuel Santana Farias  |

| N. |                    | Ruolo | Calciatore              |
| -- | ------------------ | ----- | ----------------------- |
| -  | Svezia (bandiera)  | C     | Henry Carlsson          |
| -  | Spagna (bandiera)  | C     | Ramón Cobo              |
| -  | Marocco (bandiera) | C     | Larbi Ben Barek         |
| -  | Spagna (bandiera)  | C     | José Hernández González |
| -  | Spagna (bandiera)  | A     | Miguel González Pérez   |
| -  | Spagna (bandiera)  | A     | Domingo Méndez Díaz     |
| -  | Spagna (bandiera)  | A     | Adrián Escudero         |
| -  | Spagna (bandiera)  | A     | Salvador Estruch Mañez  |
| -  | Spagna (bandiera)  | A     | Rafael García Repullo   |
| -  | Spagna (bandiera)  | A     | José Luis Pérez-Payá    |
| -  | Spagna (bandiera)  | A     | José Juncosa            |

## Risultati

### Primera División

#### Girone d'andata
| Arbitro: | Fernando Aurre Larrea |

|                                          |           |             |
| Pérez-Payá 25’ Ben Barek 34’ Juncosa 61’ | Marcatori | 85’ Ontoria |

| Arbitro: | José María Rivero Lecuona |

|  |           |                           |
|  | Marcatori | 33’ Ben Barek 77’ Juncosa |

| Arbitro: | Francisco Bienzobas Ocariz |

|             |           |             |
| Juncosa 21’ | Marcatori | 11’ Nicolau |

| Arbitro: | José Barderi Gibert |

|  |           |                                                          |
|  | Marcatori | 4’, 77’ Juncosa 32’ Pérez-Payá 49’ Escudero 63’ Carlsson |

| Arbitro: | Daniel María Zariquiegui Izco |

|                                          |           |                         |
| Pérez-Payá 23’ Carlsson 74’ Escudero 76’ | Marcatori | 29’ Molowny 68’ Joseíto |

| Arbitro: | Enrique Blanco Pérez |

|  |           |                                 |
|  | Marcatori | 20’, 44’ Carlsson 70’ Ben Barek |

| Arbitro: | Ramón Azón Roma |

|                                                               |           |                |
| Juncosa 1’, 85’ Pérez-Payá 24’, 25’, 71’ Ben Barek 35’ (rig.) | Marcatori | 3’, 59’ Makala |

| Arbitro: | Andrés Rivero Lecuona |

|                                |           |               |
| Ayala 49’ Ramoní 61’ Oñoro 76’ | Marcatori | 30’ Ben Barek |

| Arbitro: | Julián Arqué Martín |

|                                           |           |  |
| Silva 40’, 54’ Ben Barek 47’ Escudero 67’ | Marcatori |  |

| Arbitro: | Antonio Pérez Rodríguez |

|                                             |           |               |
| Moreno 17’ Chicha 22’, 81’ Martí-Gimeno 26’ | Marcatori | 30’ Ben Barek |

| Arbitro: | Antonio Couso González |

|                              |           |                               |
| Escudero 7’, 68’ Juncosa 58’ | Marcatori | 14’ Egea 28’ Arcas 75’ Marcet |

| Arbitro: | Alfonso Gómez Contreras |

|                                                                    |           |                               |
| Venancio 13’, 71’ Panizo 30’ Zarra 43’ Gaínza 59’ Iriondo 78’, 80’ | Marcatori | 15’, 83’ Carlsson 31’ Juncosa |

| Arbitro: | Joaquín Riñones Ochoa |

|                   |           |                                         |
| Cuenca 15’ (rig.) | Marcatori | 30’ Pérez-Payá 65’ Estruch 67’ Carlsson |

| Arbitro: | Andrés Rivero Lecuona |

|                                                             |           |  |
| Pérez-Payá 16’ Escudero 27’ Ben Barek 45’ Mújica 46’ (rig.) | Marcatori |  |

| Arbitro: | José Mazagatos Vicario |

|           |           |                |
| Olcina 2’ | Marcatori | 22’ Pérez-Payá |

#### Girone di ritorno
| Arbitro: | Lucas Saz Olmedo |

|                                                          |           |                   |
| Alsúa 27’ Barinaga 30’ Epi 35’ Igoa 67’, 76’ Ontoria 79’ | Marcatori | 57’ (rig.) Mújica |

| Arbitro: | Julián Arnal Valdivieso |

|                                                        |           |                                    |
| Juncosa 6’, 35’ Ben Barek 9’, 25’ Méndez 27’, 44’, 52’ | Marcatori | 17’ Ortiz 29’ Prendes 82’ Dindurra |

| Arbitro: | Francisco Bienzobas Ocariz |

|                                                          |           |                         |
| Manchón 42’ Gonzalvo 53’ (rig.) Vila 59’, 73’ Basora 83’ | Marcatori | 30’ Méndez 88’ Escudero |

| Arbitro: | Andrés Rivero Lecuona |

|                        |           |        |
| Juncosa 68’ Méndez 71’ | Marcatori | 4’ Pío |

| Arbitro: | Daniel María Zariquiegui Izco |

|                 |           |            |
| Pahiño 50’, 79’ | Marcatori | 66’ Méndez |

| Arbitro: | Julián Arqué Martín |

|                                 |           |            |
| Juncosa 32’ Escudero 50’ (rig.) | Marcatori | 53’ Gaitos |

| Arbitro: | José María Rivero Lecuona |

|                                |           |                           |
| Mahjoub 65’ R. Toro 80’ (rig.) | Marcatori | 54’ Méndez 74’ Pérez-Payá |

| Arbitro: | Alfonso Gómez Contreras |

|                            |           |            |
| Escudero 6’ Pérez-Payá 37’ | Marcatori | 71’ Araujo |

| Arbitro: | Ramón Azón Roma |

|             |           |                               |
| Gallardo 4’ | Marcatori | 36’, 83’ Ben Barek 81’ Méndez |

| Arbitro: | Rafael Tamarit Falaguera |

|                                                                                 |           |  |
| Juncosa 23’, 47’ Ben Barek 39’ Mencía 61’ Escudero 69’, 86’ Pérez-Payá 83’, 89’ | Marcatori |  |

| Arbitro: | Enrique Blanco Pérez |

|                            |           |              |
| Piquín 66’, 72’ Marcet 75’ | Marcatori | 24’ Carlsson |

| Arbitro: | Daniel María Zariquiegui Izco |

|            |           |               |
| Méndez 65’ | Marcatori | 49’, 53’ Tini |

| Arbitro: | Ángel Iturrioz Larrinaga |

|                                      |           |         |
| Méndez 48’ Ben Barek 60’ Juncosa 89’ | Marcatori | 2’ Moll |

| Arbitro: | Julián Arnal Valdivieso |

|                             |           |  |
| Pasieguito 2’ Gago 61’, 70’ | Marcatori |  |

| Arbitro: | Manuel Fernández Grien |

|                     |           |            |
| Mariscal 82’ (aut.) | Marcatori | 68’ Olcina |

### Coppa di Spagna
| Arbitro: | Enrique Blanco Pérez |

|                |           |                                     |
| Miguel 3’, 38’ | Marcatori | 11’, 31’ Kubala 42’ Vila 69’ Basora |

| Arbitro: | Daniel María Zariquiegui Izco |

|                                               |           |                |
| Kubala 13’, 51’ Vila 57’ Basora 79’ César 82’ | Marcatori | 74’ Pérez-Payá |

### Copa Eva Duarte
| Arbitro: | Antonio Pérez Rodríguez |

|                          |           |  |
| Carlsson 3’ Escudero 52’ | Marcatori |  |

## Statistiche

### Statistiche di squadra
| Competizione           | Punti | Totale | Totale | Totale | Totale | Totale | Totale | DR  |
| Competizione           | Punti | G      | V      | N      | P      | Gf     | Gs     | DR  |
| ---------------------- | ----- | ------ | ------ | ------ | ------ | ------ | ------ | --- |
| Primera División       | 37    | 30     | 16     | 5      | 9      | 80     | 57     | +23 |
| Coppa del Generalísimo | -     | 2      | 0      | 0      | 2      | 3      | 9      | -6  |
| Coppa Eva Duarte       | -     | 1      | 1      | 0      | 0      | 2      | 0      | +2  |
| Totale                 | 37    | 33     | 17     | 5      | 11     | 85     | 66     | +19 |